# Kup Maršala Tita 1978-1979
La Kup Maršala Tita 1978-1979 fu la 31ª edizione della Coppa di Jugoslavia. Migliaia di squadre parteciparono alle qualificazioni che portarono alle 32 che presero parte alla coppa vera e propria.
Il trofeo fu vinto dal Rijeka (che era anche la squadra detentrice), sconfiggendo in finale il Partizan. Per i fiumani fu il secondo titolo in questa competizione.

Il successo diede al NK Rijeka l'accesso alla Coppa delle Coppe 1979-1980.
Hajduk Spalato e Dinamo Zagabria, protagoniste del controverso campionato, vennero entrambe eliminate al primo turno.

## Qualificazioni
```
Queste due delle partite della Coppa di 
Voivodina
 del 
Proleter Zrenjanin
.
[
3
]

Proleter - OFK Kikinda              0-0 
(Proleter vince dopo i 
tiri di rigore
)

Proleter - Vrbas                    2-1
```

## Squadre qualificate
Le 18 partecipanti della Prva Liga 1977-1978 sono qualificate di diritto. Le altre 14 squadre (in giallo) sono passate attraverso le qualificazioni.

### Calendario
| Turno                | Gare        | Date                | Numero gare | Riduzione squadre |
| -------------------- | ----------- | ------------------- | ----------- | ----------------- |
| Sedicesimi di finale | Gara unica  | 30 agosto 1978      | 16          | 32 → 16           |
| Ottavi di finale     | Gara unica  | 8 novembre 1978     | 8           | 16 → 8            |
| Quarti di finale     | Gara unica  | 25 febbraio 1979    | 4           | 8 → 4             |
| Semifinali           | Gara unica  | 5 aprile 1979       | 2           | 4 → 2             |
| Finale               | Da definire | 16 e 24 maggio 1979 | 1           | 2 → 1             |

In finale, dal 1969 al 1986, vigeva la regola che:
- Se fossero giunte due squadre da fuori Belgrado, la finale si sarebbe disputata in gara unica nella capitale.
- Se vi fosse giunta una squadra di Belgrado, la finale si sarebbe disputata in due gare, con il ritorno nella capitale.
- Se vi fossero giunte due squadre di Belgrado, si sarebbe sorteggiato in quale stadio disputare la gara unica.
- La finale a Belgrado si sarebbe disputata il 24 maggio, in concomitanza con la festa per la Giornata della Gioventù (25 maggio).

## Sedicesimi di finale
| Squadra 1               | Risultato       | Squadra 2                       |                                                                     |
| ----------------------- | --------------- | ------------------------------- | ------------------------------------------------------------------- |
| 30 agosto 1978          | 30 agosto 1978  | 30 agosto 1978                  | Marcatori                                                           |
| (2) Radnički Kragujevac | 5 – 0           | Osijek (1)                      | M.Radivojević 2, Kurčubić, Gudžulić, Tatović                        |
| (1) Stella Rossa        | 4 – 1           | Budućnost (1)                   | Šestić, Savić, Milosavljević, V.Petrović (SR); A.Miročević rig. (B) |
| (1) Partizan            | 5 – 1           | OFK Belgrado (1)                | Santrač 3, Pavković, Đorđević (P); Ćulafić (O)                      |
| (3) Slaven Koprivnica   | 1 – 1 (5-4 dtr) | Sloboda Tuzla (1)               | Posavec (SK); Džafić (ST)                                           |
| (1) Dinamo Zagabria     | 2 – 2 (2-5 dtr) | Velež Mostar (1)                | Bogdan 2 (D) Vukoje, Halilhodžić (V)                                |
| (2) Čelik Zenica        | 3 – 1           | Vojvodina (1)                   | Tešić, Buza, Hajduk (Č); Dragojević (V)                             |
| (3) Istria              | 2 – 1           | Guarnigione 16 Luglio (Niš) (x) | Silić rig., Orlić (I); F.Mulahasanović (G)                          |
| (2) Mercator            | 2 – 2 (7-5 dtr) | FK Trepča (2)                   | Zupančič, Klemenc (M); Savović, Stolić (T)                          |
| (1) Željezničar         | 4 – 0           | Sarajevo (1)                    | Janković 2, S.Kojović, Radić                                        |
| (1) Hajduk Spalato      | 2 – 2 (7-8 dtr) | Proleter Zrenjanin (2)          | Primorac 2 (H); Žungul aut., Mićanović (P)                          |
| (1) Radnički Niš        | 3 – 1           | Olimpia Lubiana (1)             | Simonović, R.Voljč aut., Stojiljković (R); Ćalasan (O)              |
| (2) Novi Sad            | 2 – 0           | Rudar Ljubija (2)               | Morača, Radivojević                                                 |
| (1) NK Zagabria         | 1 – 1 (1-4 dtr) | Borac Banja Luka (1)            | Perić (Z); Kreso (B)                                                |
| (3) REMHK Kosovo        | 0 – 0 (2-4 dtr) | Vardar (2)                      |                                                                     |
| (3) Belišće             | 1 – 2           | Sutjeska (2)                    | Vuković (B); Stanić, Nenezić (S)                                    |
| (1) Rijeka              | 3 – 0           | Borac Čačak (2)                 | Cukrov 2, Mijač                                                     |

## Ottavi di finale
| Squadra 1              | Risultato         | Squadra 2               |                                                           |
| ---------------------- | ----------------- | ----------------------- | --------------------------------------------------------- |
| 8 novembre 1978        | 8 novembre 1978   | 8 novembre 1978         | Marcatori                                                 |
| (2) Proleter Zrenjanin | 1 – 0             | Čelik Zenica (2)        | Sučević rig.                                              |
| (2) Sutjeska           | 3 – 3 (7-8 dtr)   | Stella Rossa (1)        | Rojević, Lubura, Rakojević (Su); Savić 2, V.Petrović (SR) |
| (1) Radnički Niš       | 1 – 0             | Radnički Kragujevac (2) | Vojinović                                                 |
| (2) Vardar             | 1 – 1 (5-4 dtr)   | Slaven Koprivnica (3)   | Tasevski (V); Matan (S)                                   |
| (1) Rijeka             | 0 – 0 (4-3 dtr)   | Istria (3)              |                                                           |
| (2) Novi Sad           | 2 – 2 (7-5 dtr)   | Željezničar (1)         | Stakić, Glamočak aut. (NS); S.Kojović, Starovlah (Ž)      |
| (1) Velež Mostar       | 0 – 0 (11-12 dtr) | Partizan (1)            |                                                           |
| (1) Borac Banja Luka   | 2 – 1             | Mercator (2)            | Marjanović, Ibrahimbegović (B); Poljanšek (M)             |

## Quarti di finale
| Squadra 1              | Risultato        | Squadra 2        |                                                 |
| ---------------------- | ---------------- | ---------------- | ----------------------------------------------- |
| 25 febbraio 1979       | 25 febbraio 1979 | 25 febbraio 1979 | Marcatori                                       |
| (2) Proleter Zrenjanin | 2 – 2 (5-3 dtr)  | Vardar (2)       | Sučević, Kalezić (P); Rajčevski, Ringov (V)     |
| (1) Radnički Niš       | 0 – 1            | Rijeka (1)       | Tomić                                           |
| (1) Stella Rossa       | 4 – 0            | Novi Sad (2)     | Šestić, Savić, Milovanović, Muslin              |
| (1) Borac Banja Luka   | 2 – 2 (4-6 dtr)  | Partizan (1)     | Marjanović, Sejdić (B); Santrač, Trifunović (P) |

## Semifinali
| Squadra 1        | Risultato     | Squadra 2              |           |
| ---------------- | ------------- | ---------------------- | --------- |
| 5 aprile 1979    | 5 aprile 1979 | 5 aprile 1979          | Marcatori |
| (1) Stella Rossa | 0 – 1         | Rijeka (1)             | Ružić     |
| (1) Partizan     | 1 – 0         | Proleter Zrenjanin (2) | Jović     |

## Finale
| Squadra 1  | Totale | Squadra 2    | Andata     | Ritorno    |
| ---------- | ------ | ------------ | ---------- | ---------- |
|            |        |              | 16.05.1979 | 24.05.1979 |
| (1) Rijeka | 2 – 1  | Partizan (1) | 2 – 1      | 0 – 0      |

### Andata
| Arbitro: | Aleksandar Nikić (Lubiana) |

|                       |           |           |
| Cukrov 18’ Bursać 85’ | Marcatori | 68’ Kozić |

| Rijeka | Partizan |

|                 |    |                   |          |
|                 |    |                   |          |
| P               | 1  | Radojko Avramović |          |
| D               | 2  | Savo Filipović    |          |
| D               | 3  | Miloš Hrstić      |          |
| D               | 4  | Nikica Cukrov     |          |
| D               | 5  | Zvjezdan Radin    |          |
| D               | 6  | Srećko Juričić    |          |
| C               | 7  | Dragoljub Bursać  |          |
| D               | 8  | Sergio Machin     | Uscita   |
| A               | 9  | Edmond Tomić      |          |
| C               | 10 | Milan Ružić       |          |
| A               | 11 | Edin Jasprica     | Uscita   |
| A disposizione: |    |                   |          |
| A               | ?  | Darko Peranić     | Ingresso |
| C               | ?  | Ive Jerolimov     | Ingresso |
| Allenatore:     |    |                   |          |
| Marijan Brnčić  |    |                   |          |

|                 |    |                       |          |
|                 |    |                       |          |
| P               | 1  | Rade Zalad            |          |
| D               | 2  | Tomislav Kovačević    |          |
| D               | 3  | Refik Kozić           |          |
| D               | 4  | Rešad Kunovac         |          |
| D               | 5  | Borislav Đurović      |          |
| D               | 6  | Vlada Lazičić         |          |
| A               | 7  | Zvonko Živković       |          |
| C               | 8  | Aleksandar Trifunović |          |
| C               | 9  | Aranđel Todorović     | Uscita   |
| C               | 10 | Xhevat Prekazi        | Uscita   |
| C               | 11 | Nikica Klinčarski     |          |
| A disposizione: |    |                       |          |
| A               | ?  | Zvonko Varga          | Ingresso |
| A               | ?  | Boško Đorđević        | Ingresso |
| Allenatore:     |    |                       |          |
| Milutin Šoškić  |    |                       |          |

### Ritorno
| Belgrado 24 maggio 1979 Ritorno | Partizan                  | 0 – 0 referto | Rijeka | Stadio Stella Rossa (55 000 spett.)\| Arbitro: \| Tome Manojlovski (Tetovo) \| |
| Arbitro:                        | Tome Manojlovski (Tetovo) |               |        |                                                                                |

| Partizan | Rijeka |

|                 |    |                       |          |
|                 |    |                       |          |
| P               | 1  | Zoran Nikitović       |          |
| D               | 2  | Tomislav Kovačević    |          |
| D               | 3  | Refik Kozić           |          |
| D               | 4  | Rešad Kunovac         | Uscita   |
| D               | 5  | Nenad Stojković       |          |
| D               | 6  | Borislav Đurović      |          |
| A               | 7  | Zvonko Živković       |          |
| C               | 8  | Aleksandar Trifunović |          |
| A               | 9  | Slobodan Santrač      | Uscita   |
| A               | 10 | Boško Đorđević        |          |
| C               | 11 | Nikica Klinčarski     |          |
| A disposizione: |    |                       |          |
| C               | ?  | Xhevat Prekazi        | Ingresso |
| A               | ?  | Zvonko Varga          | Ingresso |
| Allenatore:     |    |                       |          |
| Milutin Šoškić  |    |                       |          |

|                 |    |                   |          |
|                 |    |                   |          |
| P               | 1  | Radojko Avramović |          |
| D               | 2  | Sergio Machin     |          |
| D               | 3  | Miloš Hrstić      |          |
| D               | 4  | Nikica Cukrov     |          |
| D               | 5  | Zvjezdan Radin    |          |
| D               | 6  | Srećko Juričić    |          |
| C               | 7  | Dragoljub Bursać  |          |
| A               | 8  | Milan Radović     | Uscita   |
| A               | 9  | Edmond Tomić      |          |
| C               | 10 | Milan Ružić       | Uscita   |
| A               | 11 | Damir Desnica     |          |
| A disposizione: |    |                   |          |
| A               | ?  | Adriano Fegic     | Ingresso |
| C               | ?  | Milan Bačvarević  | Ingresso |
| Allenatore:     |    |                   |          |
| Marijan Brnčić  |    |                   |          |